# 28092 Joannekear
28092 Joannekear è un asteroide della fascia principale. Scoperto nel 1998, presenta un'orbita caratterizzata da un semiasse maggiore pari a 2,2525948 UA e da un'eccentricità di 0,0467014, inclinata di 4,79088° rispetto all'eclittica.